# Claudette Nevins
Claudette Nevins (* 10. April 1937 in Wilkes-Barre, Pennsylvania als Claudette Weintraub; † 20. Februar 2020 in Los Angeles, Kalifornien) war eine US-amerikanische Schauspielerin.

## Leben
Claudette Nevins wurde als Tochter des Kaufmanns Joseph Weintraub und der Textilarbeiterin Anna Lander, beides zuvor aus Österreich eingewanderte Eheleute, in Wilkes-Barre geboren. Sie wuchs im New Yorker Stadtteil Brooklyn auf. In New York City absolvierte sie auch ein Schauspielstudium und erfolgreich ein Englischstudium an der New York University. In der Theateradaption des gleichnamigen Romanes von John Hersey, The Wall, debütierte Nevins 1960 als Theaterschauspielerin am Broadway. Bereits ein Jahr später war sie in der Rolle der Pam Albright in Julian Roffmans Low-Budget-Horrorfilm Die teuflische Maske auf der Leinwand zu sehen. Seitdem war sie neben zahlreichen Theateraufführungen in über 100 Film- und Fernsehproduktionen zu sehen, darunter Fernsehserien wie M*A*S*H, Hart aber herzlich und Ally McBeal und Kinofilme wie Der Feind in meinem Bett und Star Trek: Der Aufstand.
Nevins war zweimal verheiratet. Von ihrem ersten Ehemann behielt sie den Familiennamen Nevins. Aus der zweiten Ehe gingen zwei Töchter hervor.

## Filmografie (Auswahl)
- 1961: Die teuflische Maske (The Mask)
- 1965: Preston & Preston (The Defenders, Fernsehserie, eine Folge)
- 1974–1980: Barnaby Jones (Fernsehserie, fünf Folgen)
- 1975: Harry O (Fernsehserie, zwei Folgen)
- 1977: Besessen (The Possessed)
- 1978: Die Liebe geht seltsame Wege (More Than Friends)
- 1979: Herzbube mit zwei Damen (Three’s Company, Fernsehserie, eine Folge)
- 1979: M*A*S*H (Fernsehserie, eine Folge)
- 1980: Unter der Sonne Kaliforniens (Knots Landing, Fernsehserie, eine Folge)
- 1981: Das Leben der Jackie Kennedy (Jacqueline Bouvier Kennedy)
- 1981: Hart aber herzlich (Hart to Hart); 3. Staffel, Folge 2: Picknick in Acapulco
- 1981: Kesse Bienen auf der Matte (...All the Marbles)
- 1982: Die nackte Pistole (Police Squad!, Fernsehserie, eine Folge)
- 1982: Wiegenlied des Grauens (Don’t Go to Sleep)
- 1991: Crash – Trip in den Tod (Dead Silence)
- 1991: Das Kind des Satans (Child of Darkness, Child of Light)
- 1991: Der Feind in meinem Bett (Sleeping with the Enemy)
- 1993: Beverly Hills, 90210 (Fernsehserie, zwei Folgen)
- 1996: Engel mit blutigen Händen (Final Vendetta)
- 1996: Widow’s Kiss – Der Kuß der schwarzen Witwe (Widow’s Kiss)
- 1997: Eine himmlische Familie (7th Heaven, Fernsehserie, zwei Folgen)
- 1998: Ally McBeal (Fernsehserie, eine Folge)
- 1998: Star Trek: Der Aufstand (Star Trek: Insurrection)
- 2004: Without a Trace – Spurlos verschwunden (Without a Trace, Fernsehserie, eine Folge)